# 야마토 정권
야마토 정권 또는 야마토 왕권(일본어: ヤマト王権 ヤマトおうけん[*])은 3세기부터 일본 열도에서 시작된 고훈 시대에 왕(王, きみ) 또는 대왕(大王, おおきみ) 등으로 불렸던 왜국의 수장을 중심으로 하여 여러 유력 씨족이 연합하여 설립한 정치 권력, 정치 조직을 가리키는 용어이다. 2세기 말부터 3세기에 걸쳐 오사카평야에서 야마토분지에 걸치는 지역의 세력, 기비를 비롯한 세토우치나 시코쿠, 이즈모나 단바, 다지마 등 이후 일본 역사에서 산인이라고 불린 지역, 그리고 호쿠부큐슈를 포함하는 서일본이나 오미를 비롯한 도카이 등의 지역을 아우르는 세력이 연합하여 야마토 분지 동남부, 미와 산기슭의 마키무쿠 유적(纒向遺跡)을 중심으로 성립하여 3세기 후반까지 남부 도호쿠에서 남부 규슈에 이르는 일본 열도의 광범위한 지역에 영향을 미치고 있었다. 전방후원분 체제(前方後円墳体制)라고도 한다. 
이 시점에서 이들은 느슨한 정치 연합을 형성하고 있었던 것으로 여겨진다. 야마토의 한자 표기를 써서 왜왕권(倭王權)이라고도 한다. 기존에는 일반적으로 야마토 조정(大和朝廷, やまとちょうてい)이라고 불렸으나, 전후 1970년대부터 일본의 역사학자들 사이에서 '야마토 조정'이라는 어휘가 적절하지 않다는 견해가 나타나서 그 역사관을 반영한 용어로써 일본에서는 야마토 왕권이라는 용어를 주로 사용한다. 다만 고훈 시대 이후 아스카 시대(飛鳥時代) 이후의 대왕/천황을 중심으로 하는 일본의 중앙 집권 조직은 조정으로 표현하는 것이 일본의 역사학계의 일반적인 관행이다.
야마토 정권은 나라 분지(奈良盆地) 등의 긴키 지방(近畿地方) 중앙부를 지배한 정권이라는 뜻이지만, 한편으로 '지역국가'로 부를 수 있는 일본 열도 각지의 다양한 권력(왕권)의 존재를 중시해야 한다는 견해도 있다.

## 명칭에 대하여
1970년대 전반 무렵까지는 일본 역사상 4세기 무렵부터 6세기 무렵에 걸치는 시기를 가리키는 시대 구분명으로 「야마토 시대」(大和時代)가 널리 쓰이고 있었다. 또한 이 시기에 일본 열도의 주요부를 지배하고 있던 정치 세력을 가리키는 용어로써는 「야마토 조정」(大和朝廷)이 일반적이었다.
1970년대 이후 일본의 고고학계 발굴 조사가 진척되고 중요한 고분들로부터 발견된 성과가 축적되고, 더욱이 고고학 조사에 있어서 이화학적 연대 측정이나 연령연대측정 등의 과학적인 조사법이 사용되기 시작하고, 또한 그 정도가 향상되어 나가면서 고분의 편년 연구도 한 걸음 더 발전하였다. 또한 고고학적인 고분 조사와 문헌사학(일반적으로는 역사학)이 서로 제휴하여 조사와 연구를 행하게 되었고, 그 대상은 고훈 시대의 정치 조직으로까지 확장되었다. 이러한 성과에 힘입어 「야마토 시대」라는 시대구분명, 「야마토 조정」이라는 정권명이 결코 적절한 것이라고는 할 수 없다고 여겨지게 되었다. 이 견해는 일본 국내의 역사학회 등에서 유력한 것으로 자리잡았고 1980년대 이후 시대 구분명으로써는 「고훈 시대」가, 또한 정권명으로써는 「야마토 정권」 또는 (이 정권이 왕권임을 중시하는 입장에서는) 「야마토 왕권」이라는 용어가 보급되었다. 현대에는 일본의 고등 교육 이상에서는 시대 구분명으로써 「고훈 시대」라는 용어가 사용되는 것이 일반적이다.
다만 「야마토」, 「조정」이라는 용어의 사용에 대해서는 일본 학계에서도 여전히 여러 가지 견해가 병립하고 있으며 「야마토 조정」을 사용하는 연구자도 소수나마 존재하고 있다.
2020년 시점에서 일본의 각종 미디어에서는 「정권」, 「왕권」, 「조정」이라는 각 표기가 혼재되어 있으며 통일된 것은 없다.

## 관련 학설
10대 스진왕을 1대 진무왕과 동일인으로 보는 설과 15대 오진을 정식 왜왕으로 보는 유력설이 있다.

## 같이 보기
- 규슈왕조설
- 야마토어
- 원사 시대
- 조메이
- 아키히토
- 5세기의 정치적 국가 목록

### 설명
1. ↑  예를 들면 1979년의 일본의 고등학교용 일본사 교과서인 『詳説日本史』(이노우에 미쓰사다 등 저, 야마카와 출판사)에서는 시대 명칭으로써 「고훈 시대」, 국토의 대부분을 통일한 세력으로써 「야마토 조정」이라는 용어가 사용되었다.
2. ↑  全く新しい古墳の楽しみ方を紹介します！　あなたも絶対行きたくなる！ミステリアス古墳スペシャル ｜NHK_PR｜NHKオンライン - 웨이백 머신 (보관됨 2021-03-27) - NHK의 고분 특집 방송. 마쓰키 다케히코(松木武彦)의 발언도 포함하여 「야마토 정권」「야마토 왕권」이 혼재되어 있다.